# Магистрала 53 на САЩ
Магистрала 53 на САЩ (на английски: United States Route 53) е пътна магистрала, част от Магистралната система на Съединените щати преминаваща през щатите Уисконсин и Минесота. Обща дължина 404,4 мили (650,7 km), от които в щата Уисконсин 240,0 мили (386,2 km), в щата Минесота 164,4 мили (264,5 km).
Магистралата започва в центъра на град Ла Крос, разположен в западната част на щата Уисконсин, на източния (ляв) бряг на река Мисисипи. Насочва се на север, минава през окръжните цантрове Уайтхол и Оу Клер и при град Съпириър навлиза в щата Минесота. Минава през град Дълют, пресича североизточната част на щата и при град Интернешънъл Фолс завършва на границата с Канада.
| Щат       | мили  | km    | Градове (центрове на окръзи), граници, реки и др. | Щат      | мили  | km    | Градове (центрове на окръзи), граници, реки и др. |
| --------- | ----- | ----- | ------------------------------------------------- | -------- | ----- | ----- | ------------------------------------------------- |
| Уисконсин |       |       |                                                   | Минесота | 240,0 | 386,2 |                                                   |
|           | 0,0   | 0,0   | гр. Ла Крос                                       |          | 0,0   | 0,0   | граница с Уисконсин                               |
|           | 56,0  | 90,1  | гр. Уайтхол                                       |          | 1,5   | 2,4   | гр. Дълют,                                        |
|           | 88,0  | 141,6 | гр. Оу Клер                                       |          | 164,1 | 264,1 | гр. Интернешънъл Фолс                             |
|           | 239,0 | 385,0 | гр. Съпириър                                      |          | 164,4 | 264,5 | граница с Канада                                  |
|           | 240,0 | 386,2 | граница с Минесота                                | Общо     | 404,4 | 650,7 |                                                   |